# Chiesa di Santa Maria Assunta (Bucine)
La chiesa di Santa Maria Assunta è un edificio sacro che si trova in località Ambra, a Bucine.

## Descrizione
La chiesa, che incorpora, dietro l'altare principale, una parte delle mura medievali dell'antico castello, è stata promossa a priorato nel 1737. La ricostruzione e l'allargamento fatti nel XVI secolo e le successive modifiche dei tempi moderni hanno cambiato profondamente la struttura originale. Nell'unica navata, conclusa da un presbiterio rettangolare, è degna di nota la Natività di Maria, opera di Michelangelo Vestrucci realizzata nel 1600.